# Ewald Vorkörper
Ewald Vorkörper (* 19. April 1887 in Teterow; † nicht zu ermitteln) war ein deutscher Politiker (USPD/KPD). Er war Abgeordneter des Landtages des Freistaates Mecklenburg-Schwerin.

## Lehre
Vorkörper absolvierte zwischen 1901 und 1904 eine Lehre zum Handlungsgehilfen. Anschließend ging er auf Wanderschaft in Deutschland sowie im Ausland. 1906 trat er der SPD bei. Er arbeitete zunächst wieder als Handlungsgehilfe und eröffnete 1909 ein Geschäft für Schreibmaschinen in Rostock.
1918 trat er zur USPD über. Im Januar 1920 erschien in Rostock mit finanzieller Unterstützung von Vorkörper und Joseph Herzfeld erstmals die „Volkswacht“ als Organ der USPD. Im Juni 1920 wurde Vorkörper für die USPD in den Landtag von Mecklenburg-Schwerin gewählt. Ab dem 10. Dezember 1920 bildete er mit Herbert von Mayenburg, Hans Kollwitz und Hans Fuchs bis zum Ende der Legislaturperiode am 3. März 1921 die KPD-Fraktion im Landtag.
Über Vorkörpers weiteres Leben ist nichts bekannt.